# Diocèse de Belley
Le diocèse de Belley (Dioecesis Bellicensis) est un ancien diocèse français dans la province ecclésiastique de Besançon supprimé en 1790. Le diocèse est rétabli le 6 octobre 1822 et il devient le diocèse de Belley-Ars, le 23 janvier 1988.